# Pietro Vignali
Pietro Vignali (Parma, 22 maggio 1968) è un politico italiano, sindaco di Parma dal 2007 al 2011 e consigliere regionale dell'Emilia-Romagna dal 2024.

## Biografia
Diplomato al liceo classico e laureato in Economia e Commercio indirizzo politica economica con 110/110 all'Università di Parma, è iscritto all'albo dell'Ordine dei Dottori commercialisti e dei revisori legali dei conti presso il Ministero delle Finanze.

### Attività politica
A 24 anni, dopo la laurea, è stato nominato quale commissario provinciale del Partito Popolare Italiano (PPI) per diventare, a seguire, segretario provinciale dei Cristiani Democratici Uniti (CDU), e quindi esponente della lista civica Civiltà Parmigiana. Consigliere provinciale d'opposizione con il Polo Popolare dal 1995 al 1999, si occupa soprattutto di ambiente, infrastrutture e sviluppo economico.
Durante l'amministrazione del sindaco Elvio Ubaldi, dal 1998 al 2001 ha ricoperto il ruolo di agente per l'Ambiente del Comune di Parma e dal 2001 al 2007 quello di assessore alla Mobilità ed Ambiente; nel 2002 viene eletto in Consiglio Comunale con un record di quasi 4000 preferenze personali. Nello stesso periodo ha fatto inoltre parte del direttivo nazionale degli assessori al traffico delle città metropolitane ed è stato presidente della conferenza degli assessori all'Ambiente, che riunisce più di quattrocento comuni italiani.

#### Sindaco di Parma
Nel 2007, in occasione delle elezioni comunali a Parma, il sindaco uscente Elvio Ubaldi lo propone come candidato sindaco nella lista civica Per Parma con Ubaldi, sostenuta da buona parte del centrodestra: con il 56,57% dei voti ricevuti al ballottaggio del 10 e 11 giugno, Vignali diventa primo cittadino battendo Alfredo Peri, candidato del centrosinistra. Poco dopo l'elezione, Vignali entra in contrasto con il predecessore Ubaldi, il quale passa all'opposizione ed impone alla lista di maggioranza di togliere il proprio nome dalla propria denominazione.
Insieme ad altri amministratori comunali, è stato condannato dalla Corte dei Conti al pagamento di 23 000 euro, per una cifra complessiva per gli imputati di 370 000 euro di risarcimento danni per il rinnovo di assicurazioni illegali stipulate dall'amministrazione precedente.
In seguito ad accuse e arresti per corruzione che hanno colpito alcuni funzionari comunali e un assessore della sua giunta, si è dimesso la sera del 28 settembre 2011.

#### Ritorno in politica
Si ricandida a sindaco alle elezioni comunali del 2022, sostenuto da Forza Italia - Berlusconi per Vignali, Lega e tre liste civiche, ma viene sconfitto dal rivale di centrosinistra Michele Guerra, che lo supera di 21 punti percentuali al primo turno e di oltre 30 punti percentuali al ballottaggio.
Alle elezioni politiche del 25 settembre 2022 si candida per la Camera dei deputati come capolista di Forza Italia nel collegio plurinominale di Parma - Piacenza - Reggio Emilia, ma non viene eletto.
Alle elezioni regionali in Emilia-Romagna del 2024 si candida con Forza Italia e viene eletto consigliere regionale.

## Provvedimenti giudiziari

### Inchiesta Public Money
Il 16 gennaio 2013 viene sottoposto ad una misura cautelare preventiva assieme ad altre tre persone dalla Guardia di Finanza per peculato e corruzione durante l'operazione denominata Public Money, per la quale sono state indagate 17 persone. Il 30 gennaio 2013 il Tribunale del Riesame di Bologna con sentenza 76/13 ha annullato il provvedimento cautelare in quanto non sussistevano i tre presupposti previsti dalla legge.
Nel 2015 dopo diversi sequestri dei conti correnti e di un immobile (dimostratisi poi illegittimi in quanto revocati con sentenza del tribunale di Parma del 29 marzo 2013 che fa seguito alla sentenza numero 649 del 5 aprile 2013 della Corte di Cassazione) patteggia la condanna a due anni di reclusione con pena sospesa per i reati di peculato e corruzione cedendo al Comune di Parma, a titolo di risarcimento, un immobile. A marzo 2020 ottiene la riabilitazione dal Tribunale di Bologna che ha estinto degli effetti penali del patteggiamento.

### Richiesta di assoluzione e prescrizione per assunzioni straordinarie
Dopo 10 anni di indagini, nel febbraio 2020 la PM Del Monte richiede la assoluzione di Vignali per il presunto reato di assunzioni straordinarie con la motivazione "Il criterio previsto dalla legge per l’assunzione appare del tutto rispettato e non può essere invocata la violazione solo sulla base della considerazione che tali nomine in realtà nascondono assunzioni clientelari, circostanza non provata" aggiungendo: "Gli investigatori sono incorsi in alcuni errori di valutazione". Il 3 marzo 2020 il G.I.P. Mattia Fiorentini firma il decreto di archiviazione del procedimento del reato, nel frattempo estintosi anche per prescrizione, richiamando e condividendo la richiesta di archiviazione del PM. A causa della chiusura dovuta all'emergenza Covid-19 la notifica a Vignali avviene il 28 Giugno 2020.
Nel marzo 2021 la Corte d'Appello di Bologna ha condannato il Ministero della Giustizia ad un risarcimento di 2460 euro per l'irragionevole durata del procedimento e per i danni non patrimoniali subiti "avuto riguardo alle conseguenze del procedimento sulla carriera politica del ricorrente, Sindaco di Parma, indotto alle dimissioni" (sentenza numero 90/2021).

Nel luglio 2021 con la sentenza 424/2021 la Corte d'Appello di Bologna ha condannato nuovamente il Ministero della Giustizia a pagare a titolo di equa riparazione la maggior somma di 5 600 euro, estendendo a 8 anni l'irragionevole durata.